# Jean-Michel Saive
Jean-Michel Saive (* 17. listopadu 1969 Lutych) je bývalý belgický stolní tenista. Jako šestnáctiletý se stal nejlepším hráčem své země a tento post držel více než čtvrt století. Světovým hráčem číslo 1 na žebříčku Mezinárodní federace stolního tenisu byl od února 1994 do června 1995 a od března do dubna 1996.
Jeho největším úspěchem byla zlatá medaile ve dvouhře na mistrovství Evropy ve stolním tenise 1994 v Birminghamu, na ME 1990 se stal spolu s Maďarkou Gabriellou Wirthovou vicemistrem ve smíšené čtyřhře. Na mistrovství světa ve stolním tenise byl v roce 1993 stříbrný ve dvouhře a v roce 2001 vybojoval další stříbrnou medaili s belgickým družstvem. Zúčastnil se sedmi olympijských her, nejlepším výsledkem bylo čtvrtfinále v Atlantě 1996.
V roce 1994 byl finalistou Světového poháru a vyhrál turnaj Europe Top-12 (v roce 1996 na něm obsadil druhé místo). Byl členem klubu La Villette Charleroi, s nímž pětkrát vyhrál Ligu mistrů (2001, 2002, 2003, 2004 a 2007).
V letech 1991 a 1994 byl zvolen belgickým sportovcem roku. Také byl vlajkonošem olympijské výpravy na hrách v letech 1996 a 2004. V roce 1989 obdržel Cenu Fair Play udělovanou organizací UNESCO. Belgická pošta vydala v roce 1996 známku s jeho portrétem.
Belgickým reprezentantem ve stolním tenise byl rovněž jeho mladší bratr Philippe Saive.
Konec hráčské kariéry oficiálně oznámil v prosinci 2015.